# Gaspard de Saulx
Gaspard de Saulx, gospod Tavanški, francoski maršal za časa Italijanskih vojn in Francoskih verskih vojn, * marec 1509, Dijon, † junij 1573, Château de Sully-sur-Loire.

## Življenjepis
Kot paža kralja Franca I. so ga leta 1525 zajeli med Bitko pri Pavii. Kasneje se je izkazal med Italijansko vojno (1536–1538) in Bitko pri Cerisoli.
Leta 1552 je uspešno oblegal Metz, pomembno pa je prispeval tudi pri francoski zmagi v Bitki pri Rentyju. Po osvojitvi Calaisa leta 1558 je postal splošni guverner Burgundije. Med služenjem omenjenega položaja je bil večkrat obtožen pretiranega preganjanja protestantov, kar se je izrazilo tudi med verskimi vojnami, med katerimi je sicer uspešno zavzel mesti Jarnac in Moncontour. Za nagrado za svoje dolgoletno delo je 28. novembra 1570 postal maršal Francije.  
Sodeloval je tudi v Šentjernejski noči 24. avgusta 1572. Oktobra istega leta je postal guverner Provanse in admiral Levanta. 
Umrl je v svojem dvorcu v Sully-sur-Loire, pokopan pa je v kapeli Sainte Chapelle v Dijonu. Njegovi Spomini so pomemben primarni zgodovinski vir za njegovo obdobje.
V epizodi Pokol na Šentjernejsko noč serije Doctor Who iz leta 1966, za katero so se izgubili vsi slikovni posnetki, ga je kot stransko osebo in glavnega antagonista upodobil André Morell.